# Adrià Moreno Sala
Adrià Moreno Sala (Olot, 19 d'agost de 1991) fou un ciclista català, professional des del 2016 i fins al 2022.

## Palmarès
- 2009
  - Campió de Catalunya júnior en ruta
- 2010
  - Campió de Catalunya sub-23 en ruta
- 2013
  - Trofeu Sant Bertomeu
- 2014
  - 1r a la Volta a Lleida[2]
  - 1r a la Volta a la Garrotxa i vencedor de dues etapes[3]
- 2016
  - 1r a la British Spring Cup Series
  - 1r a la cursa Festes del Tura d´Olot
- 2017
  - Campionat Social Sport Ter
  - Gran Premi Inauguració de Les Franqueses
  - Grand Prix La Garrotxa
- 2018
  - Vencedor de la classificació de la muntanya al Circuit de les Ardenes
  - Vencedor de dues etapes a la Volta a Tenerife
  - Gran Premi Vilajuïga
  - Trofeu Remença
- 2019
  - 1r a la Volta a Tenerife i vencedor de dues etapes